# Дальник

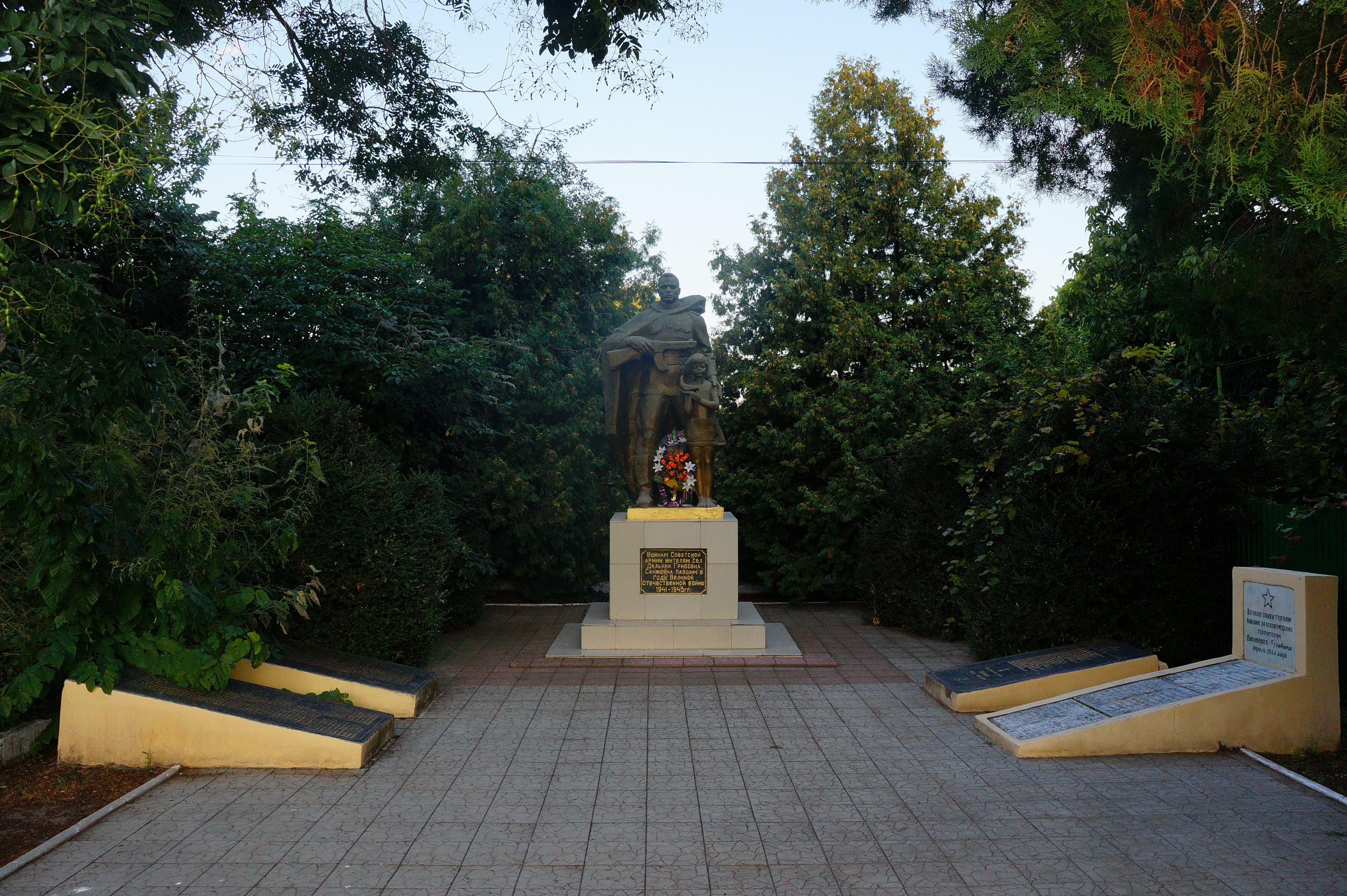
Група братських могил та пам’ятник воїнам-односельцям

Дальни́к — село в Україні, в Одеському районі Одеської області, адміністративний центр Дальницької сільської громади. Населення становить 1241 осіб.

## Історія
7 (20) листопада 1917 року, відповідно до Третього Універсалу Української Центральної Ради, увійшло до складу Української Народної Республіки. 
Колишній орган місцевого самоуправління — Дальницька сільська рада.
Під час Голодомору 1932—1933 років померло щонайменше 12 жителів села.
15 липня 2005 року прийнято рішення Дальницької сільської ради вулицю Максима Браславського, загиблого військовослужбовця, перейменували на вулицю Перемоги. Перейменування визнали скандальним, суперечливим  і неприйнятним.

## Політика

### Парламентські вибори, 2019
На позачергових парламентських виборах 2019 року у селі функціонувала окрема виборча дільниця № 510687, розташована у приміщенні адмінбудинку СТОВ «Маяк».
Результати
- зареєстровано 996 виборців, явка 50,40%, найбільше голосів віддано за «Слугу народу» — 62,07%, за «Опозиційну платформу — За життя» — 17,04%, за Всеукраїнське об'єднання «Батьківщина» — 4,46%.[7] В одномандатному окрузі найбільше голосів отримав Сергій Колебошин (Слуга народу) — 58,47%, за Василя Гуляєва (самовисування) — 26,24%, за Сергія Боба (Опозиційна платформа — За життя) — 4,75%[8].

## Населення
Згідно з переписом УРСР 1989 року чисельність наявного населення села становила 880 осіб, з яких 381 чоловік та 499 жінок.
За переписом населення України 2001 року в селі мешкало 1237 осіб.

### Мова
Розподіл населення за рідною мовою за даними перепису 2001 року:
| Мова       | Відсоток |
| ---------- | -------- |
| українська | 83,72 %  |
| російська  | 12,73 %  |
| вірменська | 1,05 %   |
| білоруська | 0,89 %   |
| молдовська | 0,81 %   |
| болгарська | 0,48 %   |
| польська   | 0,08 %   |
| румунська  | 0,08 %   |

## Символіка
Герб та прапор с. Дальник затверджені рішенням сесії сільської ради від 3 вересня 2008 року № 1726- V.
Щит синій, на ньому золота геральдична фігура — увігнуте вістря. У геральдичній правій верхній частині на синьому тлі золотий козацький лапчастий хрест з прямим горизонтальним закінченням горизонтального плеча (хрест соборності). У геральдичній лівій верхній частині на синьому полі розміщений срібний Дальницький маяк із золотими променями. На золотому увігнутому вістрі — парусник з пурпуровими (калиновими) вітрилами, звернений геральдично праворуч.
Синій хрест — символ древніх козацьких традицій. Зразком послужив реальний пам'ятник на кургані біля села Грибівка, що підпорядковане Дальницькій сільраді. Срібний маяк — реальна споруда біля села Санжійка, також підлеглого Дальницька сільраді. Синя яхта з червоними вітрилами обрана ознакою сучасного курорту, що йде по шляху бурхливого розвитку.

## Пам'ятки
- Група братських могил[d] 70 радянських воїнів, загиблих при звільненні села в квітні 1944 року, та пам'ятник воїнам-односельцям, загиблим в роки Великої Вітчизняної війни;
- Братська могила[d] радянських воїнів, загиблих при обороні та звільненні с. Дальник 2;

## Галерея

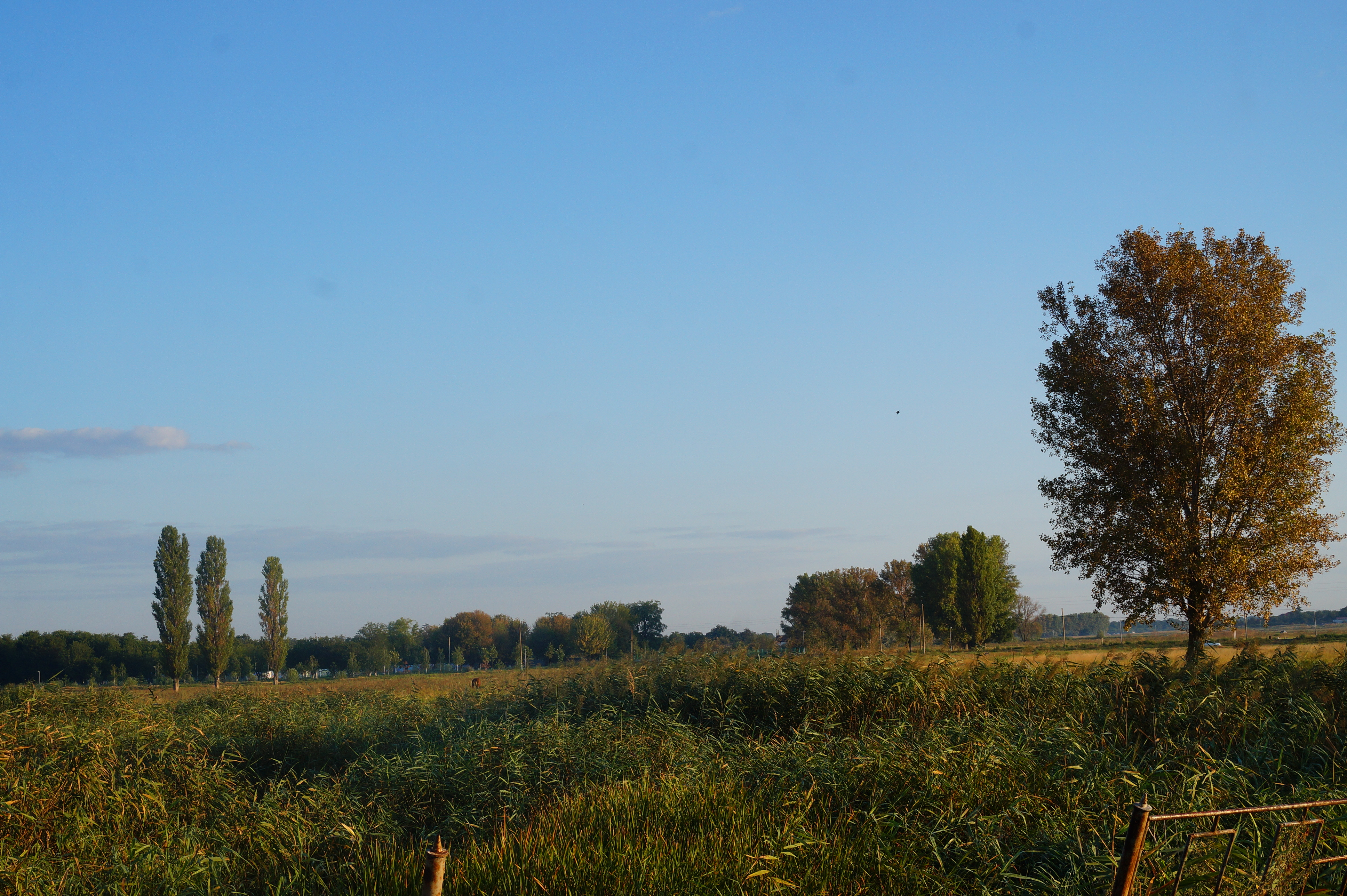
річка Барабой біля мосту
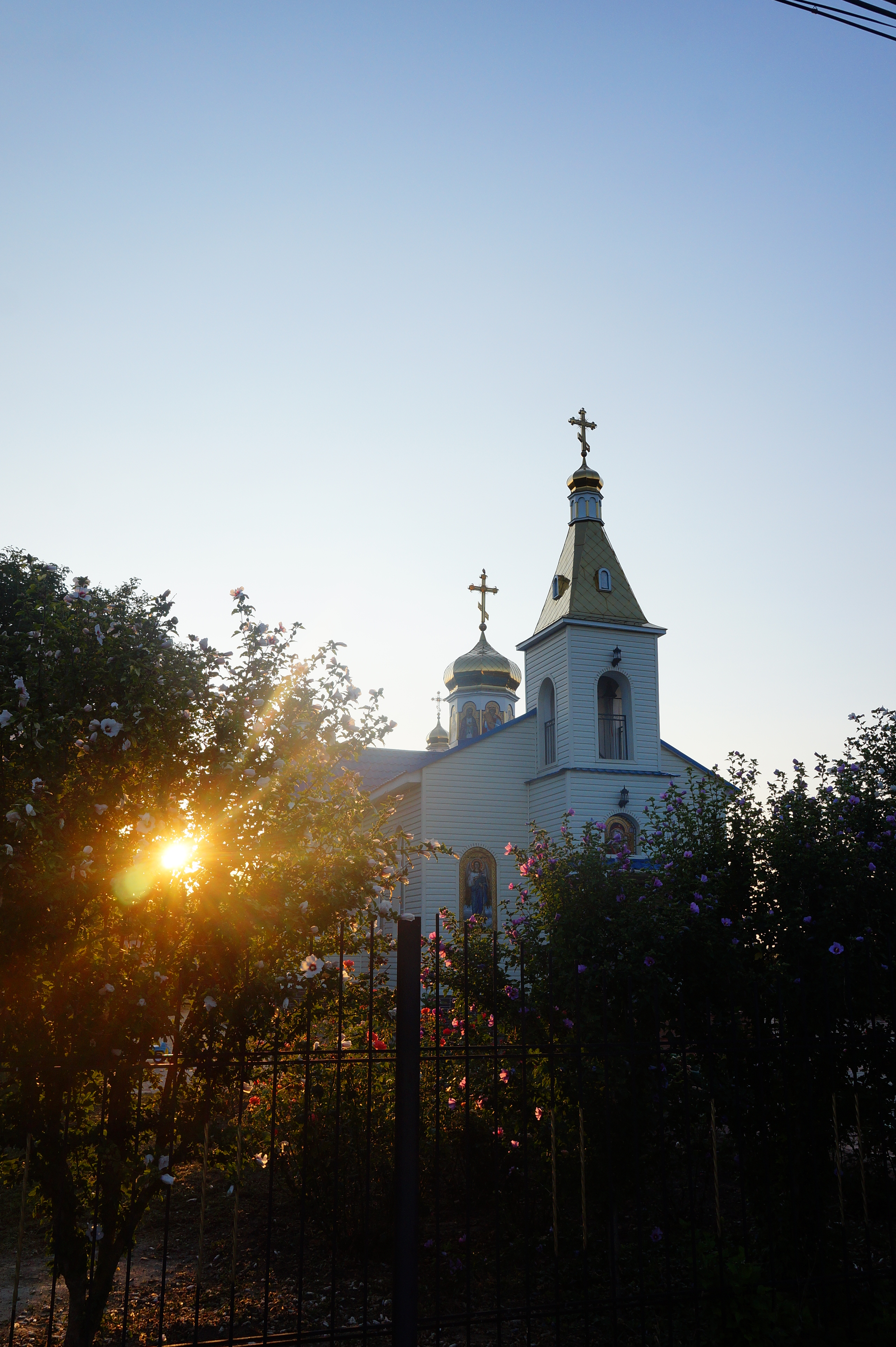
храм Казанської Ікони Божої Матері